# Idaea sericeipennis
Idaea sericeipennis là một loài bướm đêm trong họ Geometridae.